# گیلبرت هورال
گیلبرت هورال (انگلیسی: Gilbert Horal; Unknown – دسامبر ۱۲۰۰)، ۱۲مین رئیس بزرگ فرقه شوالیه‌های معبد که از سال ۱۱۹۳ تا ۱۲۰۰ رهبری این فرقه نظامی را برعهده داشت. وی در مکانی نامشخص در پادشاهی آراگون متولد شد که طی جنگ صلیبی دوم به سمت اراضی مقدس رفت.